# 工藤幹夫
工藤 幹夫（くどう みきお、1960年9月30日 - 2016年5月13日）は、秋田県本荘市（現：由利本荘市）出身のプロ野球選手（投手、内野手）。

## 経歴

### プロ入り前
本荘市立小友小学校卒。本荘市立本荘南中学校時代には軟式野球で東北大会で優勝。当時のチームメイトには村岡敏英がいる。
秋田県立本荘高等学校では、エースとして1977年秋季東北大会に進むが、1回戦で黒沢尻工業高に敗退。翌1978年夏の甲子園県予選で決勝に進出し能代高と対戦するが、2-3で惜敗し甲子園出場を逸する。甲子園出場経験はなかったものの逸材として注目され、読売ジャイアンツ（巨人）も獲得意欲を示していた。
1978年のプロ野球ドラフト会議で日本ハムファイターズから2位指名を受け入団。

### 日本ハム時代
入団当初の投球フォームはアンダースローだったが、オーバースローやサイドスローからも投球し「スパイダー投法」と呼ばれた。
プロ1年目の1979年から一軍（パシフィック・リーグ）の試合で登板を果たし、翌1980年は一軍登板はなかったものの、二軍（イースタン・リーグ）では13勝を挙げて最多勝となる。1981年には、投球フォームもサイドスローに固定し頭角を現す。同年は開幕3試合目に先発として起用され好投。大きく期待されたが、なかなか結果を残せず2勝に終わる。しかし、同年の巨人との日本シリーズでは5試合に登板。第1戦では9回に好リリーフ、サヨナラ勝ちを呼び込みシリーズ初勝利を記録する。第3戦でも勝利投手となりシリーズ2勝を挙げた。
1982年は先発として20勝4敗・防御率2.10の成績を収め、最多勝・最高勝率・ベストナインに輝く。この年の9月に右手小指を骨折し、前期優勝の西武ライオンズと対戦するプレーオフは絶望と見られていたが、驚異の回復を見せて10月9日の第1戦に先発。この時は6回0/3を投げて無失点だったものの、打線の援護が無く勝ちはつかなかった。しかし、第1戦から中2日の第3戦に再び先発すると1失点完投勝利、このプレーオフ日本ハム唯一の勝利をもたらした。監督だった大沢啓二によると、医師から「プレーオフには間に合う」と聞き、世間を驚かせようと考えて、ケガの具合は伏せたままひそかに練習をさせたという。なおこの年、レギュラーシーズンでは西武相手に6勝1敗と抜群の相性を見せていた。このプレーオフで無理して投げたことで折れた骨はなかなか治らず、12月になってようやくくっついた。これにより大きな後遺症が残った。きちんと矯正せず、骨が曲がってくっつき、そのうち、肩を痛めてしまう。1983年に8勝を挙げたのが最後の勝ち星となり、1984年は1試合のみの登板に終わる。
1985年以降は一軍での登板はなく、1988年は内野手に転向したが結果を残せず、同年限りで現役を引退した。

### 現役引退後

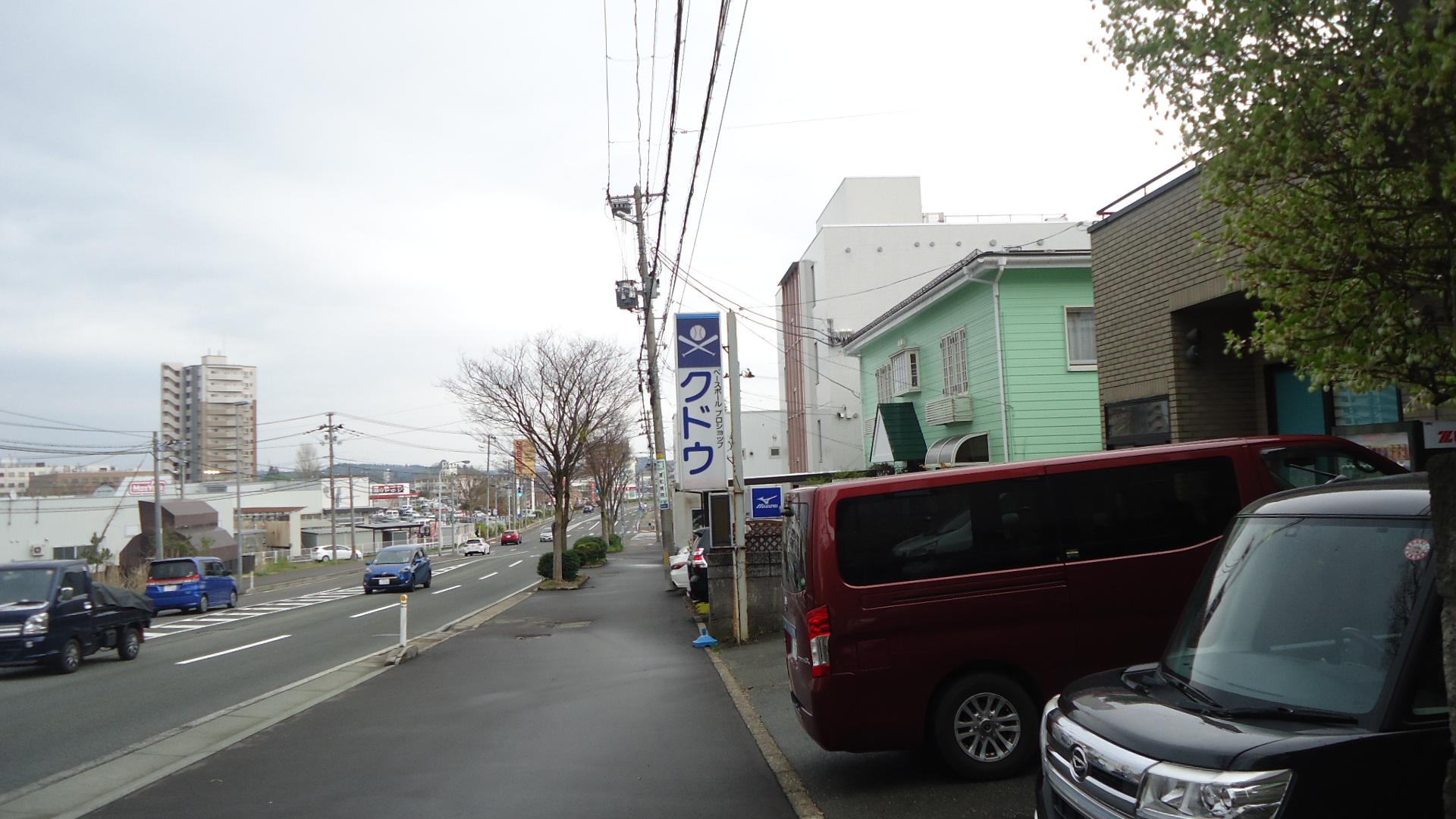
クドウスポーツ

現役引退後は秋田へ戻り、秋田市手形山中町でスポーツ店（クドウスポーツ）を経営しながら、社会人野球クラブチームの由利本荘ベースボールクラブの監督兼投手を務めていた。
2016年5月13日、肝不全のため死去。55歳没。

## 人物

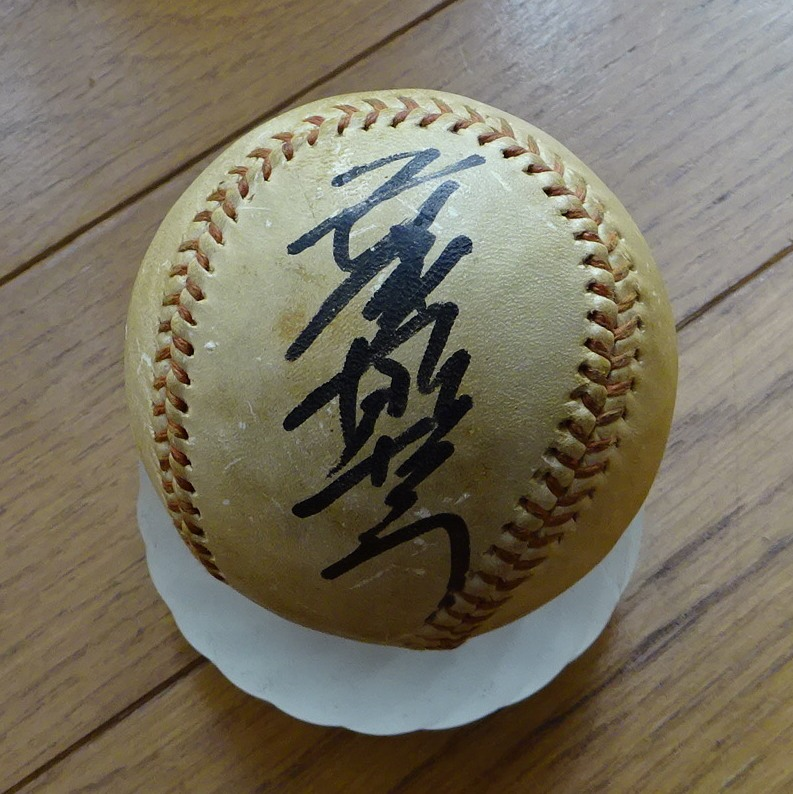
サインボール

1999年、ニッポン放送のラジオ番組『ネプチューンのallnightnippon SUPER!』のコーナーに元プロ野球選手として電話で出演した。
タレントの伊集院光は落語家時代に、野手転向後の工藤の練習風景を目にして奮起したといい、2011年に東北へ旅行した際に秋田の工藤の店を訪ね、謝意を伝えた。また、2016年に工藤が死去した際には、その2日後に弔問している。

## 詳細情報

### 年度別投手成績
| 年 度     | 球 団     | 登 板 | 先 発 | 完 投 | 完 封 | 無 四 球 | 勝 利 | 敗 戦 | セ 丨 ブ | ホ 丨 ル ド | 勝 率 | 打 者 | 投 球 回 | 被 安 打 | 被 本 塁 打 | 与 四 球 | 敬 遠 | 与 死 球 | 奪 三 振 | 暴 投 | ボ 丨 ク | 失 点 | 自 責 点 | 防 御 率 | W H I P |
| --------- | --------- | ----- | ----- | ----- | ----- | -------- | ----- | ----- | -------- | ----------- | ----- | ----- | -------- | -------- | ----------- | -------- | ----- | -------- | -------- | ----- | -------- | ----- | -------- | -------- | ------- |
| 1979      | 日本ハム  | 3     | 1     | 0     | 0     | 0        | 0     | 1     | 0        | --          | .000  | 34    | 7.1      | 11       | 1           | 1        | 0     | 2        | 5        | 0     | 0        | 9     | 6        | 7.71     | 1.64    |
| 1981      | 日本ハム  | 22    | 11    | 2     | 0     | 0        | 2     | 9     | 0        | --          | .182  | 429   | 100.1    | 107      | 13          | 20       | 2     | 9        | 32       | 0     | 0        | 59    | 54       | 4.86     | 1.27    |
| 1982      | 日本ハム  | 28    | 24    | 12    | 3     | 0        | 20    | 4     | 0        | --          | .833  | 786   | 197.0    | 156      | 8           | 48       | 1     | 11       | 96       | 1     | 0        | 54    | 46       | 2.10     | 1.04    |
| 1983      | 日本ハム  | 24    | 19    | 5     | 1     | 0        | 8     | 8     | 0        | --          | .500  | 479   | 108.2    | 107      | 13          | 43       | 1     | 9        | 27       | 2     | 0        | 65    | 62       | 5.13     | 1.38    |
| 1984      | 日本ハム  | 1     | 1     | 0     | 0     | 0        | 0     | 0     | 0        | --          | ----  | 6     | 0.1      | 2        | 1           | 1        | 0     | 1        | 0        | 0     | 0        | 4     | 4        | 108.00   | 9.00    |
| 通算：5年 | 通算：5年 | 78    | 56    | 19    | 4     | 0        | 30    | 22    | 0        | --          | .577  | 1734  | 413.2    | 383      | 36          | 113      | 4     | 32       | 160      | 3     | 0        | 191   | 172      | 3.74     | 1.20    |

- 各年度の太字はリーグ最高

### タイトル
- 最多勝利：1回（1982年）
- 最高勝率：1回（1982年）

### 表彰
- ベストナイン：1回（1982年）
- 月間MVP：2回（1982年6月、1982年7月）
- パ・リーグプレーオフ敢闘賞：1回（1982年）
- 後楽園MVP賞：1回（1982年）

### 記録
初記録
- 初登板・初先発：1979年4月12日、対南海ホークス前期3回戦（後楽園球場）、5回0/3を4失点
- 初奪三振：同上、1回表にカルロス・メイから
- 初完投：1981年4月13日、対阪急ブレーブス前期3回戦（阪急西宮球場）、8回3失点で敗戦投手
- 初勝利：1981年6月19日、対南海ホークス前期12回戦（後楽園球場）、5回表に2番手で救援登板、3回無失点
- 初先発勝利：1981年9月16日、対西武ライオンズ後期10回戦（後楽園球場）、6回2/3を2失点
- 初完封勝利：1982年4月20日、対ロッテオリオンズ前期1回戦（後楽園球場）

その他の記録
- オールスターゲーム出場：1回（1982年）

### 背番号
- 15（1979年 - 1986年）
- 90（1988年）

## 冠大会
- 工藤幹夫杯学童野球大会